# 経済農業協同組合連合会
経済農業協同組合連合会（けいざいのうぎょうきょうどうくみあいれんごうかい、略号「経済連」）は、各単位農協が組合員となって組織する都道府県単位の組合。

## 概要
自然人の組合員が出資者である単位農協と異なり、法人である農業協同組合が出資し、組合員となって加入している農業協同組合連合会である。目的は単位農協と同じだが、事業がより幅広くなり、また農産物を効率よく流通・販売させることが可能となる。
近年、全国農業協同組合連合会（JA全農）や県単一農協への統合が進んでおり、現在経済連として残っているのは、道県単位での農産物出荷額の比較的多い北海道、福井県、静岡県、愛知県、和歌山県、熊本県、鹿児島県である。「○○経済連」という略称を用いることが多い。なお、JA全農への統合が行なわれた都府県においては「JA全農○○」という略称が用いられ、JA全農の都府県本部となる。

## 現在残っている経済連
- ホクレン農業協同組合連合会 - 北海道における経済連。北海道経済農業協同組合から名称変更。関係企業も含め、最大規模である。
- 福井県経済農業協同組合連合会（JA福井県経済連）
- 静岡県経済農業協同組合連合会（JA静岡経済連）
- 愛知県経済農業協同組合連合会（JAあいち経済連）
- 和歌山県農業協同組合連合会（JA和歌山県農） - 和歌山県経済農業協同組合連合会が和歌山県青果農業協同組合連合会との合併により名称変更[1]
- 熊本県経済農業協同組合連合会（JA熊本経済連） - 2010年10月JA全農との統合の見送りを決定[2]
- 鹿児島県経済農業協同組合連合会（JA鹿児島県経済連）

## JAの部門別経済連合会（専門連）
- 熊本県果実農業協同組合連合会（JA熊本果実連） - 果実のみ

### 株式会社化した専門連
- 広島県果実農業協同組合連合会（JA広島果実連） - 果実専門連であったが2025年2月に「JA広島果実連株式会社」に移行

## 単一農協又はこれに準じる組織へ移行したもの
- 奈良県農業協同組合
- 沖縄県農業協同組合
- 香川県農業協同組合
- 佐賀県農業協同組合 - 現在も一部組合が統合しておらず単一農協とはなっていないが、佐賀経済連は解散し、その事業を承継した。
- 島根県農業協同組合 - 1998年(平成10年)島根経済連が全農と合併し、全農島根県本部となっていたが、2015年(平成27年)にJAしまねが発足したことにともない、全農島根県本部は廃止となった。
- 高知県農業協同組合 - 高知県では青果物の経済部門を高知県園芸農業協同組合連合会（高知県園芸連）が主導し、全農高知県本部は資材やLPガス及び畜産、茶葉などの調達購買を担っていたが、いずれも2019年1月に新設した高知県農業協同組合に事業移管した。
- 山口県農業協同組合
- 宮崎県農業協同組合 - 2025年3月1日経済連を合併した。

## JA全農と統合した地域
- 東北：全県（旧庄内経済連を継いだ庄内本部はのちに山形県本部と統合した）
- 関東：全都県
- 中部：山梨県、長野県、新潟県、富山県、石川県、岐阜県、三重県
- 近畿：滋賀県、京都府、大阪府、兵庫県
- 中国・四国：鳥取県、岡山県、広島県、徳島県、愛媛県
- 九州：福岡県、長崎県、大分県